# Cleobulia diocleoides
Cleobulia diocleoides är en ärtväxtart som beskrevs av George Bentham. Cleobulia diocleoides ingår i släktet Cleobulia, och familjen ärtväxter. Inga underarter finns listade i Catalogue of Life.